# Kitty Carlisle Hart
Kitty Carlisle Hart (3. september 1910 – 17. april 2007) var en amerikansk skuespillerinde.